# Neptis sylvarum
Neptis sylvarum är en fjärilsart som beskrevs av Charles Oberthür 1906. Neptis sylvarum ingår i släktet Neptis och familjen praktfjärilar. Inga underarter finns listade i Catalogue of Life.